# Jutro będzie futro 2
Jutro będzie futro 2 (ang. Hot Tub Time Machine 2) – amerykański film komediowy z gatunku sci-fi z 2015 roku w reżyserii Steve’a Pinka, wyprodukowany przez wytwórnię Paramount Pictures. Kontynuacja filmu Jutro będzie futro z 2010 roku. Główne role w filmie zagrali Rob Corddry, Craig Robinson, Clark Duke i Adam Scott.

## Fabuła
Akcja filmu rozgrywa się pięć lat po wydarzeniach z pierwszego filmu. Lou Dorchen i Nick Webber stali się bogatymi i sławnymi mężczyznami. Pierwszy stał się multimiliarderem, a drugi odnosi sukcesy jako śpiewak muzyczny. Podczas uroczystej imprezy Lou zostaje postrzelony i trafia do szpitala. Jego przyjaciele, Jacob (Clark Duke) i Nick, postanawiają po raz kolejny uruchomić magiczne jacuzzi, dzięki któremu można podróżować w czasie. Chcą cofnąć się do przeszłości, aby ocalić kumpla.

## Obsada
- Rob Corddry jako Lou Dorchen
- Craig Robinson jako Nick Webber
- Clark Duke jako Jacob Dorchen
- Adam Scott jako Adam Yates Stedmeyer (Adam Jr.)
- Chevy Chase jako serwisant jacuzzi
- Gillian Jacobs jako Jill
- Collette Wolfe jako Kelly Dorchen
- Bianca Haase jako Sophie
- Jason D. Jones jako Gary Winkle
- Kellee Stewart jako Courtney
- Kumail Nanjiani jako Brad

## Odbiór

### Krytyka
Film Jutro będzie futro 2 spotkał się z negatywną reakcją krytyków. W serwisie Rotten Tomatoes 14% ze stu dwóch recenzji filmu jest pozytywne (średnia ocen wyniosła 3,3 na 10). Na portalu Metacritic średnia ocen z 31 recenzji wyniosła 29 punktów na 100.

### Nagrody i nominacje
| Rok  | Miejsce                           | Nagroda      | Kategoria                    | Odbiorcy i nominowani | Wynik     |
| ---- | --------------------------------- | ------------ | ---------------------------- | --------------------- | --------- |
| 2016 | 36. rozdanie nagród Złotych Malin | Złota Malina | Najgorszy aktor drugoplanowy | Chevy Chase           | nominacja |
| 2016 | 36. rozdanie nagród Złotych Malin | Złota Malina | Najgorszy remake lub sequel  | Jutro będzie futro 2  | nominacja |